# Manx Loaghtan

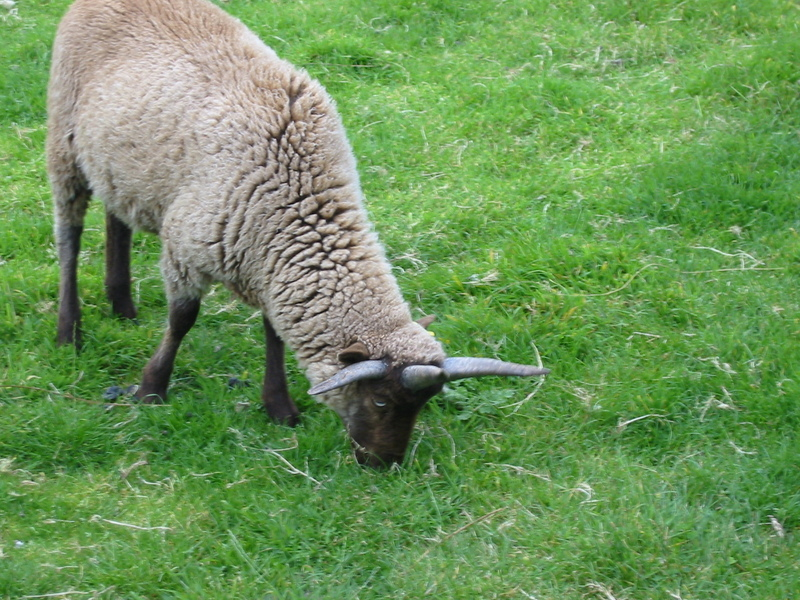
En tacka av rasen Manx Loaghtan

Manx Loaghtan är en fårras som är endemisk för Isle of Man. Manx Loaghtan härstammar ifrån de primitiva får som en gång var vanliga i Skottland, Hebriderna och Shetlandsöarna.
Den är ganska liten och har nästan ingen päls på ansikte och benen. Ben och ansikte är mörkbruna. Manx Loaghtan har vanligen fyra horn eller i sällsynta fall två eller sex horn. Tackorna har ganska små horn medan baggarna och längre och kraftigare.
Manx Loaghtan är ganska sällsynt men det finns två ställen som bedriver avel och uppfödning, för rasen anses vara en delikatess på Isle of Man. Det finns en stor flock med Manx Loaghtan-får på Calf of Man. 2001 var det en epidemi av mul- och klövsjuka på de brittiska öarna och då stängdes Calf of Man av för att förhindra smitta. Smittan nådde inte ön.